# Bahnhof Aesch
Der Bahnhof Aesch ist der Bahnhof des Ortes Aesch BL im Kanton Basel-Landschaft. Dieser wird regelmässig von S-Bahnen der S-Bahn Basel bedient.

## Lage
Der Bahnhof befindet sich unweit der Birs im sogenannten Quartier «Apfelsee». Südlich des Bahnhofs befindet sich das Schloss Angenstein, unter welcher die Zugstrecke durch einen Tunnel verläuft.

## Geschichte
Der Bahnhof wurde 1877 im Zuge des Baus der Jurabahn im Abschnitt zwischen Biel und Basel erbaut und eröffnet.
Bis 1994 (Kantonswechsel des Laufentals) befand sich ein Dreikantonseck am Bahnhofgelände.
Bis in die 2000er Jahre war der Bahnhof viergleisig und verfügte über keine Unterführung. Im Jahre 2001 wurde der Bahnhof grundlegend saniert und an die heutigen Sicherheitsstandards, inklusive des Baus einer Unterführung, angepasst.
Seit 2009 existiert ab Bahnhof Aesch die Buslinie 68 der Postauto mit Strecke nach Flüh.
Seit 2021 besitzt der Bahnhof ausserdem Veloabstellplätze, was eine viel geforderte Infrastruktur war.

## Verkehr

### Zug
Am Tag fährt die S 3  im Halbstundentakt. Zu Stosszeiten (Pendlerverkehr) am Morgen und frühen Abend, und selten auch im Nachtverkehr, wird diese durch eine Einsatz-S-Bahn ergänzt, die häufig nur bis Laufen verkehrt.
- S 3 Porrentruy – Delémont – Laufen – Basel Dreispitz – Basel SBB – Liestal – Sissach – Olten (SBB)
- Basel SBB – Dornach-Arlesheim – Laufen (– Delémont)

### Bus
- 68 Aesch BL, Bahnhof – Aesch BL, Dorf – Ettingen, Bahnhof – Hofstetten, Ettingerstrasse – Flüh, Bahnhof

## Zukunft
Die S-Bahn Basel strebt einen massiven Ausbau des Netzes an.
Bis um 2030 soll Aesch an eine Verbindung zwischen Laufen und Saint-Louis und dem EuroAirport angeschlossen werden und darüber zum französischen TER angeschlossen sein. Zudem soll der Takt zwischen Aesch und dem EuroAirport auf einen Viertelstundentakt reduziert werden. Um die neue Aufgabe als Endstation zu erfüllen, soll ein Wendegleis gebaut werden.
In den folgenden Jahrzehnten, mit einem sogenannten «Herzstück» (Dichtere S-Bahn in der Stadt Basel), soll von Aesch als Endstation bis nach Saint-Louis eine Verbindung und zudem von Laufen her eine Verbindung bis nach Waldshut-Tiengen bestehen.

### Zug (2030)
Mit den bis 2030 angestrebten Zielen sähe die Zugsituation in Aesch wie folgt aus:
- S 3  Aesch – Dornach-Arlesheim – Basel Dreispitz – Basel SBB – Pratteln – Liestal – Gelterkinden – Sissach – Olten – Zofingen
- S 4  Laufen  – Aesch – Dornach-Arlesheim – Basel Dreispitz – Basel SBB – Basel St. Johann – EuroAirport

Somit würden 6 Züge pro Stunde und Richtung verkehren. Zudem soll die bisher längste S-Bahn-Linie S 3  aufgetrennt werden und die S-Bahn Basel soll nicht mehr über Laufen hinaus bis in den Kanton Jura fahren. Die S 3  soll durch ihre Verkürzung dadurch auch bis nach Zofingen fortgeführt werden.

## Galerie

Bahnhof und Spinnerei (Luftbild ca. 1918–1937)
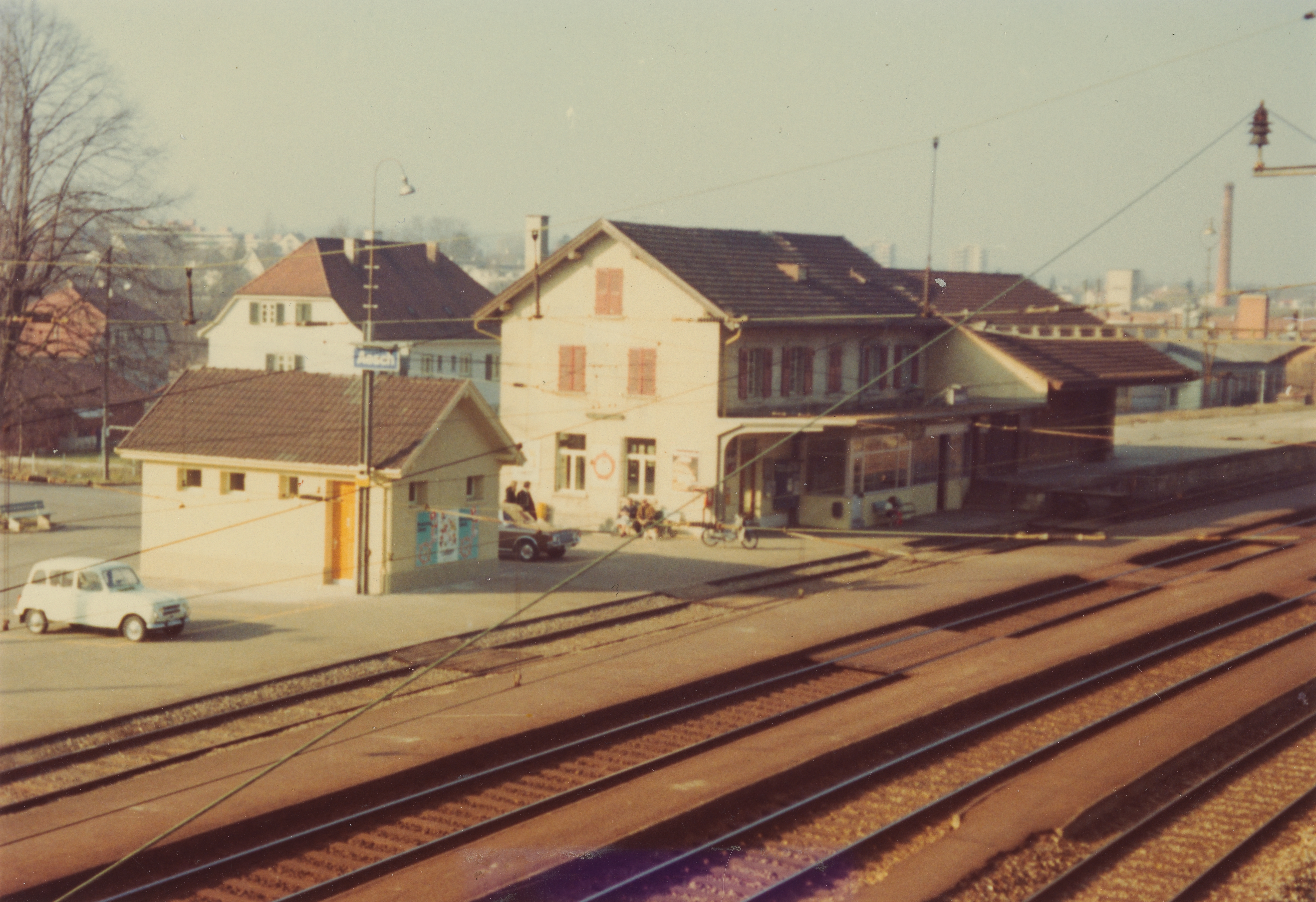
Bahnhof mit viergleisiger Gleisanlage (1976)
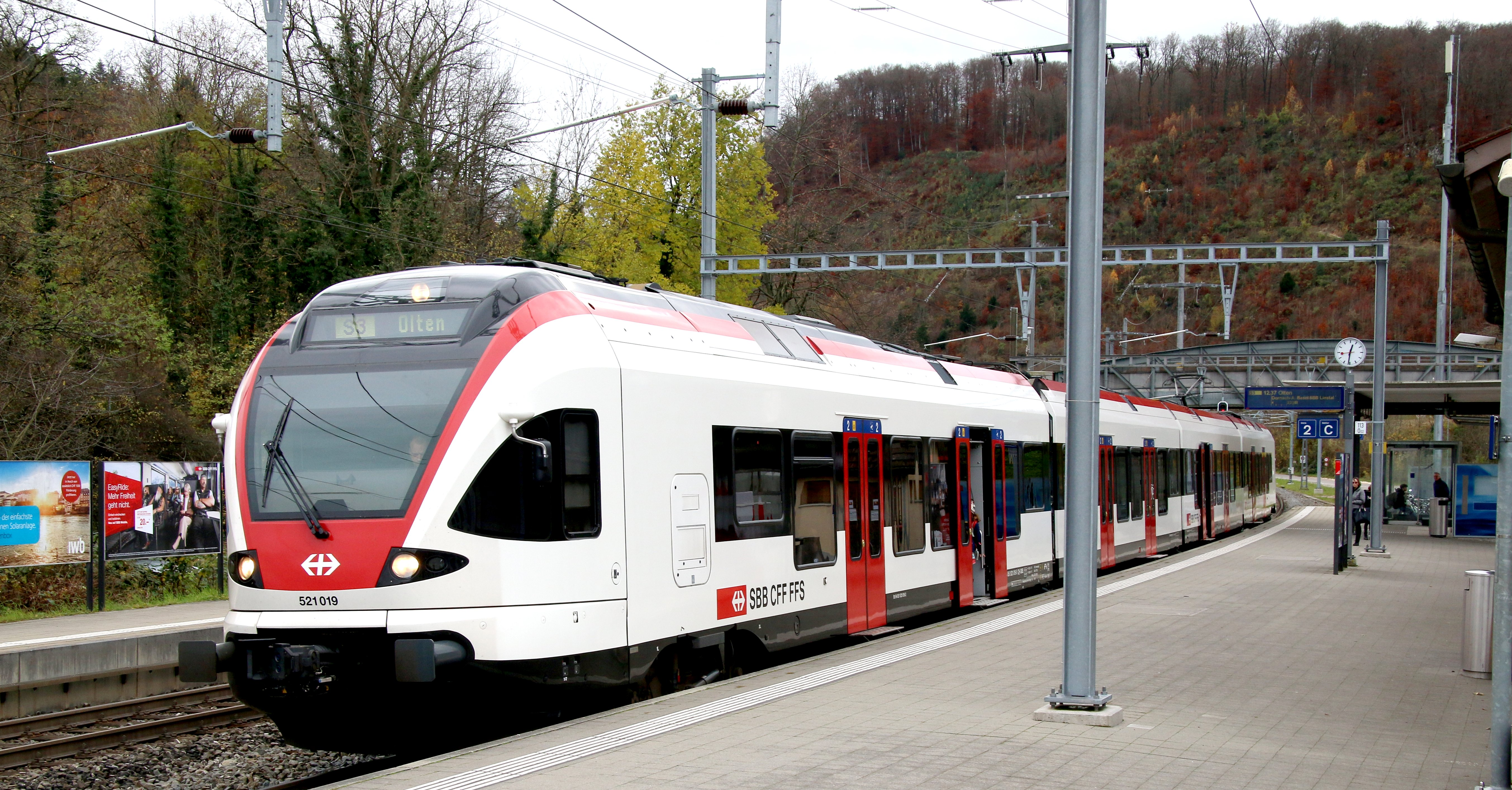
Stadler FLIRT im Bahnhof